# Mitchellville (Arkansas)
Mitchellville é uma cidade localizada no estado americano do Arkansas, no Condado de Desha.

## Geografia
De acordo com o United States Census Bureau, a cidade tem uma área de 0,3 km², onde todos os 0,3 km² estão cobertos por terra.

### Localidades na vizinhança
O diagrama seguinte representa as localidades num raio de 24 km ao redor de Mitchellville.

## Demografia
Segundo o censo nacional de 2010, a sua população é de 360 habitantes e sua densidade populacional é de 1 069,21 hab/km². É a cidade mais densamente povoada do Arkansas. Possui 180 residências, que resulta em uma densidade de 534,60 residências/km².